# Прангишвили, Ивери Варламович
Ивери Варламович Прангишвили (6 июня 1930, Диди Джихаиши, Грузинская ССР, СССР — 28 февраля 2006, Москва) — грузинский советский и российский учёный в области теории процессов и систем управления, информатики и вычислительной техники. Директор Института проблем управления им. В. А. Трапезникова РАН (г. Москва) с 1987 по 2006 гг.
Доктор технических наук, профессор (1969), академик Академии наук Грузинской ССР (1979), Международной инженерной академии и других международных и зарубежных академий.

## Биография
Родился 6 июня 1930 г. в селе Джихаиси Самтредского района Грузии.
Выпускник тбилисской средней школы № 12 (1949).
Окончил Грузинский политехнический институт (1952) по специальности «Электрические станции, сети и системы».
В 1952—1955 гг. работал в «Грузэнерго» и «Гидроэнергопроекте».
В 1955 г. поступил в аспирантуру Института автоматики и телемеханики АН СССР и в 1959 г. защитил диссертацию на соискание учёной степени кандидата технических наук.
Сразу после защиты кандидатской диссертации становится ведущим инженером Института автоматики и телемеханики. Затем должность младшего научного сотрудника, старшего научного сотрудника, в 1964 г. его избирают по конкурсу заведующим лабораторией. В 1968 г. защитил докторскую диссертацию по техническим наукам. В 1970 г. назначен заместителем директора по научной работе, а в 1987 г. избран и утверждён в должности директора Института проблем управления АН СССР и Минприбора СССР.
В 1987 г. был назначен Генеральным конструктором СССР по АСУ ТП атомных электростанций.
С 1992 г. являлся членом Бюро Отделения проблем машиностроения, механики и процессов управления, а с 2002 г. по 2006 г. — членом Бюро Отделения энергетики, машиностроения, механики и процессов управления Российской академии наук. С 1995 г. по 2006 г. возглавлял научный совет Отделения РАН по теории управляемых процессов и автоматизации.
Являлся вице-президентом Международной инженерной академии и вице-президентом Академии наук Грузии.
Являлся заместителем председателя Национального комитета по автоматическому управлению, главным редактором журналов «Датчики и системы» и «Проблемы управления» и членом редколлегий ряда центральных научных журналов. Под научным руководством И. В. Прангишвили защищено более 30 докторских и кандидатских диссертаций, он также вел активную преподавательскую работу.
Опубликовал более 400 печатных трудов, включая 15 монографий, является автором научного открытия («фоновый принцип») и более 40 изобретений.
Похоронен на Сабурталинском кладбище.

## Награды и звания
Награждён двумя орденами Трудового Красного Знамени, орденом Дружбы (1999), орденом Чести (Грузия) и многими медалями.
Заслуженный деятель науки и техники РСФСР (1980).